# Pastor garafiano
Pastor garafiano é uma raça espanhola de cães de pastoreio originária de La Palma nas ilhas Canárias. Seu nome deve-se à cidade de Garafía, onde foi mais popular. A raça foi reconhecida pela "Real Sociedad Canina de España" em 2003.

## Breve resumo histórico
Desde as suas origens, tem sido associado ao pastoreio, especialmente pastoreio de cabras, atividade para a qual demonstra aptidão especial, embora no presente tenha-se tornado muito valorizado como animal de companhia.
Durante certo tempo, esta raça esteve à beira da extinção devido à miscigenação com outras raças de cães. Os cruzamentos sucessivos, especialmente a partir da década de 1960 com outras raças de cães pastoreiros, evidenciaram a necessidade de trabalhar para sua recuperação e seleção dos poucos espécimes puros da raça que os pastores da ilha mantiveram. Para evitar esse desaparecimento, criou-se o Grupo de trabalho para a recuperação do Pastor garafiano, que se tornaria a Associação Espanhola do Cão Pastor Garafiano(http://www.aeppg.es/). Entre os objetivos da associação está o desenvolvimento de censos, a criação de núcleos de reprodução, a participação em exposições de cães, etc.